# Sopra Steria
Sopra Steria är ett företag inom IT-området och en del av ett internationellt konsultföretag. Företaget har tjänsteportföljer som inkluderar strategiutveckling, IT-rådgivning, infrastruktur- och systemutveckling, digitala lösningar och drift. Sopra Steria har som kunder privata och offentliga organisationer i Skandinavien. 
I Skandinavien arbetar 3 500 medarbetare med en årlig omsättning på 1,9 miljarder svenska kronor.

## Historia
Steria grundades av Jean Carteron år 1969 i Frankrike. Företaget har funnits i Sverige sedan 2002, efter att ha förvärvat företaget Bulls tjänstedivision Integris.  Bull Sverige var tidigare Dataindustrier AB, och företaget har därför ännu kvar Dataindustriers företagsnummer. Under hösten 2014  fusionerades de två stora europeiska konsultföretagen Steria och Sopra och från och med 2015 arbetar de under ett och samma namn. Det nya namnet på det nya företaget är Sopra Steria
På den svenska marknaden sköter Steria bland annat IT-driften åt Transportstyrelsen[källa behövs], Attendo och Almi Företagspartner. Steria har sitt svenska huvudkontor i Kungsbrohuset i centrala Stockholm.